# Agência de Desenvolvimento Econômico Local
A  Agência de Desenvolvimento Econômico Local (ADEL) é uma organização não-governamental, que foi criada em 2007 por um grupo de jovens egressos da universidade liderados por  Wagner Gomes, um jovem do município de Aipuarés, formado em economia pela Universidade Estadual do Ceará. A ONG é formada por 15 profissionais de 18 à 29 anos, nascidos em comunidades rurais do interior do Ceará e que, após a conclusão do ensino superior em cursos como economia, zootecnia, agronomia, engenharia, entre outros, resolveram atuar em prol do desenvolvimento local rural.
O objetivo da ADEL é capacitar os pequenos agricultores para a melhoria da produção, ampliar a comercialização e aumentar sua rentabilidade. Sua atuação fundamenta-se em três pilares: estruturação das cadeias produtivas, inclusão socioprodutiva e formação de redes sociais que facilitem o comércio de seus produtos. A área de abrangência corresponde aos quatro municípios que integram o Vale do Curu - Pentecoste, Tejuçuoca, Apuiarés e General Sampaio-, onde cerca de 100 comunidades de agricultura familiar recebem suporte da ONG para enfrentar os problemas decorrentes da influência do clima semiárido e do predomínio da vegetação de caatinga.

## Projetos
Em 2012, a ADEL deu início ao Projeto Empreendedorismo Juvenil e Agricultura Urbana Sustentável que tem como objetivo promover a inclusão sócioprodutiva de jovens do Vale do Curu, por meio da promoção de cursos de empreendedorismo em agricultura urbana e seminários regionais sobre protagonismo juvenil e agricultura sustentável. Isso tudo financiado pelo Fundo de Juventude do Programa das Nações Unidas para os Assentamentos Humanos. 
A ADEL lançou em 2011 a campanha “A Nova Cara do Sertão” em parceria com o Instituto Souza Cruz, cuja proposta é divulgar o trabalho dos jovens membros da ONG e que hoje atuam no desenvolvimento de suas comunidades. A campanha traz a história de um membro da organização por mês. 

## Prêmios
Em 2012, a ADEL e a Microenterprizes (ONG mexicana) receberam da SAP, líder mundial em aplicações de software empresarial, prêmios por seus projetos. A premiação visa estimular o potencial de pequenas e médias empresas para gerar crescimento econômico, inovações e gerar empregos. 
Em 2011, a ADEL foi vencedora do Projeto Generosidade da Editora Globo e recebeu um prêmio no valor de R$200 mil para continuar a missão de combater o êxodo rural e ajudar o crescimento do campo no Ceará. 